# Iguatu (microregio)
Iguatu is een van de 33 microregio's van de Braziliaanse deelstaat Ceará. Zij ligt in de mesoregio Centro-Sul Cearense en grenst aan de deelstaten Paraíba en Rio Grande do Norte in het oosten, de mesoregio's Jaguaribe in het noordoosten en Sertões Cearenses in het noordwesten en de microregio's Várzea Alegre in het zuidwesten en Lavras da Mangabeira in het zuiden. De microregio heeft een oppervlakte van ca. 4763 km². Midden 2004 werd het inwoneraantal geschat op 216.527.
Vijf gemeenten behoren tot deze microregio:
- Cedro
- Icó
- Iguatu
- Orós
- Quixelô

Mesoregio's: Centro-Sul Cearense · Jaguaribe · Metropolitana de Fortaleza · Noroeste Cearense · Norte Cearense · Sertões Cearenses · Sul Cearense

Microregio's: Baixo Curu · Baixo Jaguaribe · Barro · Baturité · Brejo Santo · Canindé · Cariri · Caririaçu · Cascavel · Chapada do Araripe · Chorozinho · Coreaú · Fortaleza · Ibiapaba · Iguatu · Ipu · Itapipoca · Lavras da Mangabeira · Litoral de Aracati · Litoral de Camocim e Acaraú · Médio Curu · Médio Jaguaribe · Meruoca · Pacajus · Santa Quitéria · Serra do Pereiro · Sertão de Crateús · Sertão de Inhamuns · Sertão de Quixeramobim · Sertão de Senador Pompeu · Sobral · Uruburetama · Várzea Alegre